# Janina Gavankar
Janina Gavankar est une actrice et musicienne américaine d'origine néerlandaise et indienne, née le 29 novembre 1980 à Joliet dans l'Illinois aux États-Unis.

## Biographie
Originaire de Joliet, en banlieue de Chicago dans l'Illinois, le père de Janina, Peter Ganesh, était un ingénieur qui est venu aux États-Unis pour ses études. La mère de Janina, Mohra Gavankar, est mi-indienne et mi-néerlandaise et a également émigré de son Inde natale pour les États-Unis.
C'est une des actrices principales de la série télévisée lesbienne The L Word dans le rôle d'Eva « Papi » Torres dans la saison 4 de la série. Elle incarne aussi régulièrement des personnages de jeux vidéo, dont récemment le rôle d'Iden Versio, commandant de l'Escouade Inferno de l'Empire galactique dans le jeu vidéo Star Wars Battlefront II, sorti en 2017.

## Filmographie

### Cinéma
- 2013 : Qui a peur de Vagina Wolf ? : Katia
- 2014 : Think Like a Man Too : Vanessa Martinez
- 2017 : Sidney Hall de Shawn Christensen : Gina
- 2018 : Blindspotting de Carlos Lopez Estrada
- 2020 : The Way Back de Gavin O'Connor
- 2021 : Invasion (Encounter) de Michael Pearce : Piya
- 2022 : Borderlands d'Eli Roth : la commandante Knoxx

### Télévision

#### Séries télévisées
- 2007-2009 : The L Word : Eva "Papi" Torres
- 2009 : Three Rivers : Ada
- 2009 : Dollhouse :: Lynn (saison 1, épisode 13)
- 2009 -2015 : The League : le docteur Shivakamini « Shiva » Somakandarkram
- 2010 : The Gates : Leigh Turner
- 2010 : Stargate Atlantis : Sergent Dusty Mehra (saison 5, épisode 7)
- 2010 : NCIS : Enquêtes spéciales : Angela Lopez (saison 6, épisode 12)
- 2011-2013 : True Blood : Luna Garza (régulière dans les saisons 4 et 5, invitée dans la saison 6)
- 2013 : Arrow : McKenna Hall
- 2013 : Vampire Diaries : Tessa / Qetsiya'h
- 2014-2016 : Les Mystères de Laura : Détective Meredith Bose
- 2017 : Sleepy Hollow : Diana Thomas
- 2019 : The Morning Show : Alison Namazi
- 2020 : Space Force : Hannah Howard
- 2021 : Big Sky : Ren
- 2022 : Tales of the Jedi : Pav-ti, la mère d'Ahsoka Tano (série télévisée d'animation, voix)

## Jeux vidéo
- 2014 : Far Cry 4 : Amita
- 2017 : Star Wars Battlefront II : Iden Versio
- 2023 : Stray Gods: The Roleplaying Musical : Freddie
- 2023 : Alan Wake 2 : Agent du FBC Kiran Estevez (personnage secondaire non-jouable)
- 2024 : Alan Wake 2: The Lake House (extension) : Agent du FBC Kiran Estevez[2] (personnage principal jouable)

## Livres audio
- 2017 : Star Wars Battlefront II: Inferno Squad
- 2017 : From a Certain Point of View (Histoire : End of Watch uniquement)

## Discographie
- Love Lockdown, reprise du morceau de Kanye West